# 坎皮萨伦蒂纳
坎皮萨伦蒂纳（義大利語：Campi Salentina），是意大利莱切省的一个市镇。总面积45平方公里，人口10857人，人口密度241.3人/平方公里（2009年）。ISTAT代码为075011。